# Zulia FC
Zulia Fútbol Club, även Zulia FC eller bara Zulia, är en professionell fotbollsklubb från staden Maracaibo i regionen Zulia i Venezuela. Klubben bildades den 16 januari 2005. Det första året vann klubben den fjärde högsta divisionen och året därpå vann klubben den tredje högsta divisionen. Zulia FC vann även den näst högsta divisionen under den första säsongen klubben spelades där och gjorde således debut i högstadivisionen säsongen 2008/2009. A-laget spelar sina hemmamatcher på Estadio José Pachencho Romero.